# Партизанский отряд имени Асена Златарова
Партизанский отряд имени Асена Златарова (болг. Партизански отряд „Асен Златаров“) — подразделение Народно-освободительной повстанческой армии Болгарии, находившееся в ведении 7-й Хасковской повстанческой оперативной зоны. Отряд действовал в районе Хасково.

## История
Первые партизаны в районе Хасково появились в сентябре 1941 года. Командиром первой партизанской группы был прошедший в СССР подготовку Продан Табаков. В конце 1941 года отряд был разбит болгарской полицией.
В январе 1942 года разгромленная партизанская группа была восстановлена: к маю 1944 года она выросла до отряда, который получил имя Асена Златарова. Командиром отряда стал Иван Араклиев, комиссаром — Янчо Костов. Снабжался оружием при участии отряда имени Васила Левского.
Отряд сражался против полицейских в районе Карамухмутли, проводил акции в Болярово и Светлине. 9 сентября 1944 года участвовал в установлении власти Отечественного фронта в Хасково.